# Ganga Zumba
Ganga Zumba (c. 1630 - 1678), també escrit Nganga Nzumba, va ser el primer líder de l'assentament massiu d'esclaus fugitius anomenat Quilombo dos Palmares, a l'actual estat d'Alagoas, Brasil. Zumba va ser esclavitzat i va escapar de l'esclavitud en una plantació de sucre i finalment va assolir la posició de màxima autoritat dins del regne de Palmares, i el títol corresponent de Ganga Zumba.

## Nom
Tot i que alguns documents portuguesos consideren Ganga Zumba com el seu nom propi —nom que s'utilitza àmpliament avui en dia—, la principal referència bibliogràfica tradueix Ganga Zumba com "Gran Senyor". En llengua kikongo, nganga a nzumbi era el sacerdot responsable de la defensa espiritual de la comunitat.
Una carta que li va escriure el governador de Pernambuco l'any 1678 (document que es troba als Arxius de la Universitat de Coimbra), l'anomena Ganazumba, que és una traducció més acurada de "Gran Senyor" en llengua kimbundu.

## Biografia

### Primers anys de vida
Es diu que Ganga era fill de la princesa Aqualtune, filla d'un monarca del Regne del Congo (a l'actual Angola). Ella va dirigir un batalló a la batalla de Mbwila (1665). Els portuguesos van guanyar la batalla, massacrant 5.000 homes. Van capturar el rei, dos fills, dos nebots, quatre governadors, diversos funcionaris de la cort i mig miler de nobles. Van ser pujats a vaixells i venuts com a esclaus a les Amèriques. És probable que Ganga estigués entre aquests captius.
Es desconeix el parador de la resta. Es creu que alguns van ser enviats a l'Amèrica Espanyola, però Aqualtune, els seus fills Ganga Zumba, Zona i Sabina (aquesta última acompanyada del seu fill, Zumbi), van ser convertits en esclaus en una plantació de Santa Rita, a Pernambuco.

### Quilombo de Palmares
Un quilombo (o mocambo) era un refugi d'esclaus que havien fugit de la seva servitud. A partir del segle xvii, van sorgir diversos assentaments de cimarrons a la regió muntanyosa de Pernambuco. La capitania era el principal destí dels vaixells negrers arribats al Brasil colonial, on abundaven les plantacions de canya de sucre.
A poc a poc s'havien format fins a deu mocambos separats, que finalment es van unir en una confederació anomenada Quilombo de Palmares, o Angola Janga, sota el mandat d'un rei, Ganga Zumba o Ganazumba, que podria haver estat elegit pels líders dels mocambos constituents. Ganga Zumba, que governava el més gran dels pobles, Cerro dos Macacos, presidia el consell principal del quilombo i era considerat el rei de Palmares. Els altres nou assentaments estaven encapçalats per germans, fills o nebots de Ganga Zumba. Zumbi era el cap d'una comunitat i el seu germà, Andalaquituche, en dirigia una altra.
En la dècada de 1670, Ganga Zumba rebia el tracte d'un monarca. Tenia un palau, tres dones, guàrdies, ministres i súbdits devots al seu recinte reial, anomenat Macaco. El complex constava de 1.500 cases que allotjaven la seva família, guàrdies i funcionaris, tots ells considerats de la reialesa.

### Tractat de pau i mort
El 1678, Zumba va acceptar un tractat de pau ofert pel governador portuguès de Pernambuco, que requeria el desmantellament de Palmares i el trasllat de la comunitat a la vall de Cucaú. En el tractat, els portuguesos reconeixien Ganga Zumba com a líder suprem del seu poble. El 1679, el tractat va ser impugnat per Zumbi, un dels nebots de Ganga. Va rebel·lar-se contra ell i contra els portuguesos. Durant els aldarulls que van seguir la decisió de Zumbi, el rei Ganga Zumba va ser enverinat, molt probablement per ordre d'un familiar contrari a l'acord amb els europeus. Se sap que els assassins es deien João el mulat, Gaspar i Amaro.
Molts dels quilomboles que s'havien traslladat a la vall de Cucaú van ser capturats per les tropes portugueses i tornats als seus antics amos. Des de llavors, la resistència dels afrobrasilers va continuar sota el comandament de Zumbi dos Palmares.

## En la cultura popular
La pel·lícula brasilera Ganga Zumba es va enregistrar l'any 1963 sota la direcció de Carlos Diegues. No va poder ser estrenada fins al 1972, a causa del cop d'estat militar de 1964. La pel·lícula està basada en la novel·la homònima de João Felicio dos Santos. Tracta sobre l'alliberament dels esclaus i manté una perspectiva racial negra. El 1984. Diegues dirigiria la pel·lícula Quilombo, sobre la història de Palmares.
El nebot de Ganga, Zumbi, va ser un dels primers noms inscrits en el Llibre dels Herois i Heroïnes de la Pàtria.